# Coubisou
Coubisou település Franciaországban, Aveyron megyében. Lakosainak száma 475 fő (2022. január 1.). Coubisou Bessuéjouls, Le Cayrol, Espalion, Estaing, Montpeyroux, Le Nayrac és Sébrazac községekkel határos.

## Népesség
A település népessége az elmúlt években az alábbi módon változott:
| Lakosok száma | 571  | 511  | 488  | 528  | 504  | 489  | 492  | 491  | 488  | 475  |
|               | 1968 | 1982 | 1990 | 2006 | 2013 | 2015 | 2017 | 2019 | 2020 | 2022 |